# Jamaikanische Fußballnationalmannschaft/Weltmeisterschaften
Der Artikel beinhaltet eine ausführliche Darstellung der jamaikanischen Fußballnationalmannschaft bei Fußball-Weltmeisterschaften. Die Nationalmannschaft Jamaikas nahm bisher erst einmal an einer Weltmeisterschaft teil. In der ewigen WM-Tabelle belegt Jamaika derzeit den 60. Platz und ist damit die am schlechtesten platzierte Mannschaft mit einem Sieg.

## Überblick
| Jahr | Gastgeberstaat | Teilnahme bis …                   | Letzte(r) Gegner           | Ergebnis | Trainer     | Bemerkungen und Besonderheiten |
| ---- | -------------- | --------------------------------- | -------------------------- | -------- | ----------- | --- |
| 1930 | Uruguay        | nicht teilgenommen                |                            |          |             | Kein souveräner Staat und kein Mitglied der FIFA |
| 1934 | Italien        | nicht teilgenommen                |                            |          |             | Kein souveräner Staat und kein Mitglied der FIFA |
| 1938 | Frankreich     | nicht teilgenommen                |                            |          |             | Kein souveräner Staat und kein Mitglied der FIFA |
| 1950 | Brasilien      | nicht teilgenommen                |                            |          |             | Kein souveräner Staat und kein Mitglied der FIFA |
| 1954 | Schweiz        | nicht teilgenommen                |                            |          |             | Kein souveräner Staat und kein Mitglied der FIFA |
| 1958 | Schweden       | nicht teilgenommen                |                            |          |             | Kein souveräner Staat und kein Mitglied der FIFA |
| 1962 | Chile          | nicht teilgenommen                |                            |          |             | Unabhängigkeit und Aufnahme in die FIFA erst nach der WM-Qualifikation |
| 1966 | England        | nicht qualifiziert                |                            |          |             | In der Qualifikation in der 2. Runde an Mexiko und Costa Rica gescheitert, das sich aber auch nicht qualifizieren konnte. |
| 1970 | Mexiko         | nicht qualifiziert                |                            |          |             | In der Qualifikation in der ersten Runde an Honduras und erneut Costa Rica gescheitert, die sich aber letztlich auch nicht qualifizieren konnten. |
| 1974 | Deutschland    | zurückgezogen                     |                            |          |             | |
| 1978 | Argentinien    | nicht qualifiziert                |                            |          |             | In der Qualifikation in der ersten Runde an Kuba gescheitert, das sich aber auch nicht qualifizieren konnte. |
| 1982 | Spanien        | nicht teilgenommen                |                            |          |             | |
| 1986 | Mexiko         | zurückgezogen bzw. ausgeschlossen |                            |          |             | |
| 1990 | Italien        | nicht qualifiziert                |                            |          |             | In der Qualifikation in der Vorausscheidungsrunde an den USA gescheitert. |
| 1994 | USA            | nicht qualifiziert                |                            |          |             | In der Qualifikation in der zweiten Runde an El Salvador und Kanada gescheitert, die sich aber letztlich auch nicht qualifizieren konnten. |
| 1998 | Frankreich     | Vorrunde                          | Mexiko, Argentinien, Japan | 22.      | René Simões | Als Gruppendritter ausgeschieden |
| 2002 | Südkorea/Japan | nicht qualifiziert                |                            |          |             | In der Qualifikation in der CONCACAF-Finalrunde an Costa Rica, Mexiko und den USA gescheitert. |
| 2006 | Deutschland    | nicht qualifiziert                |                            |          |             | In der Qualifikation in der dritten an den USA und Panama gescheitert, das sich auch nicht qualifizieren konnte. |
| 2010 | Südafrika      | nicht qualifiziert                |                            |          |             | In der Qualifikation in der dritten Runde an Honduras und Mexiko gescheitert. |
| 2014 | Brasilien      | nicht qualifiziert                |                            |          |             | In der Qualifikation in der vierten Runde an den USA, Costa Rica, Honduras und Mexiko gescheitert. |
| 2018 | Russland       | nicht qualifiziert                |                            |          |             | In der Qualifikation musste die Mannschaft erst in der dritten Runde gegen Nicaragua eingreifen. Aufgrund der mehr erzielten Tore wurde die vierte Runde erreicht. Dort waren Costa Rica, Panama und Haiti die Gegner. Bereits am vorletzten Spieltag verpasste Jamaika die Qualifikation für die fünfte Runde. |
| 2022 | Katar          | nicht qualifiziert                |                            |          |             | Jamaika hatte drei Spieltage vor Ende der dritten Runde der Qualifikation keine Chance mehr sich für die WM zu qualifizieren. |

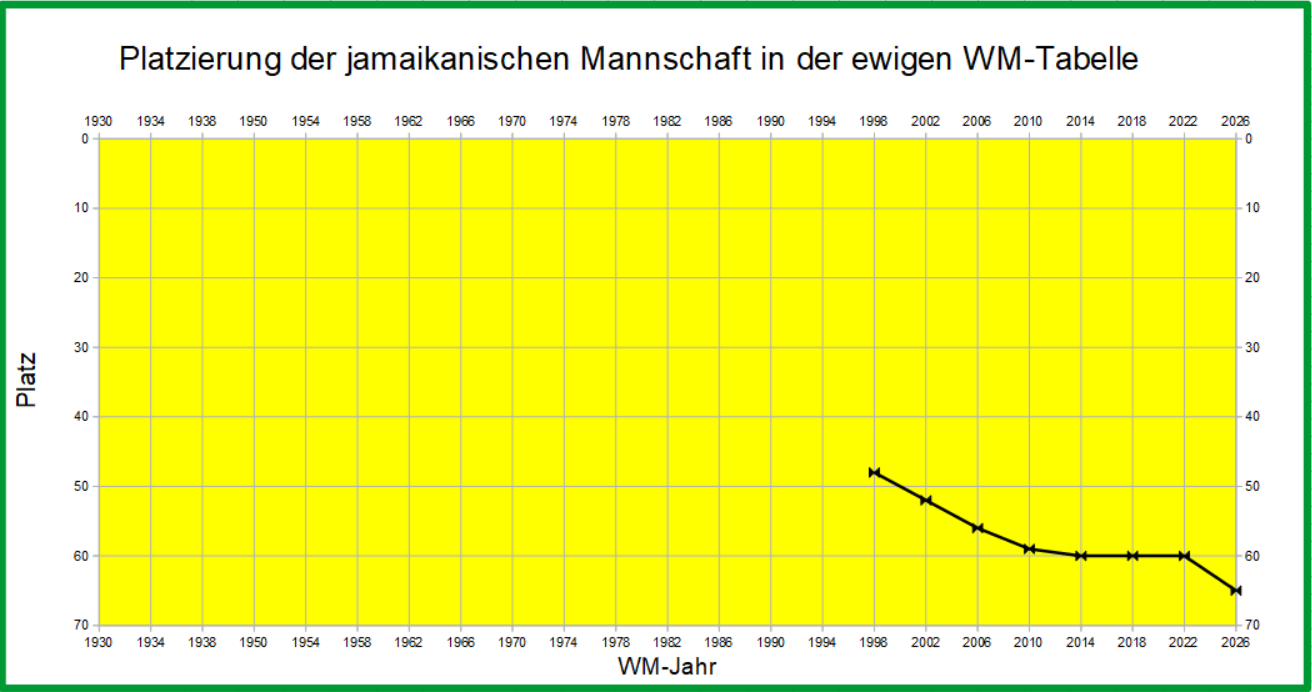
Platzierung der jamaikanischen Mannschaft in der ewigen WM-Tabelle

Statistik (Angaben inkl. 2022: 22 Weltmeisterschaften; Prozentangaben sind gerundet)
- Kein FIFA-Mitglied: 7× (31,8 %; 1930, 1934, 1938, 1950, 1954, 1958 und 1962)
- Teilnahmeverzicht bzw. ausgeschlossen: 3× (13,6 %; 1974, 1982 und 1986)
- Nicht qualifiziert: 11× (50 %; 1966, 1970, 1978, 1990, 1994, 2002, 2006, 2010, 2014, 2018 und 2022)
- Sportliche Qualifikation: 1× (4,5 % bzw. bei 10 % der Versuche)
  - Vorrunde: 1× (4,5 %; 1998)

### Weltmeisterschaften 1930 bis 1962
Die Jamaica Football Federation wurde zwar bereits 1910 gegründet, Jamaika war aber bis 1962 britische Kronkolonie und erst im Jahr der Unabhängigkeit wurde der Verband in die FIFA aufgenommen. Daher konnte die Nationalmannschaft, die bereits 1925 ein erstes Länderspiel ausgetragen hatte, an den ersten sieben WM-Turnieren nicht teilnehmen.

### Weltmeisterschaft 1966 in England
Jamaika nahm erstmals an der Qualifikation für die WM in England teil. Am 16. Januar 1965 traf die Mannschaft in ihrem ersten WM-Qualifikationsspiel in Kingston auf Kuba und gewann mit 2:0. Auch das nächste Spiel gegen die Niederländischen Antillen wurde mit 2:0 gewonnen. Mit einem 0:0 im Rückspiel waren die Jamaikaner bereits für die zweite Runde qualifiziert, so dass die 1:2-Niederlage in Kuba verkraftet werden konnte. In der zweiten Runde waren dann aber Mexiko, das sich damit für die WM qualifizierte, und Costa Rica stärker. Nur im letzten Heimspiel gegen Costa Rica wurde ein Punkt gewonnen.

### Weltmeisterschaft 1970 in Mexiko
Da Mexiko für die WM im eigenen Land automatisch qualifiziert war, stand den CONCACAF-Mannschaften ein weiterer Startplatz zu. Um diesen bewarben sich 12 Mannschaften. Jamaika scheiterte bereits in der ersten Runde an Honduras und erneut Costa Rica, die sich aber letztlich auch nicht qualifizieren konnten. Dabei verlor Jamaika alle vier Spiele.

### Weltmeisterschaft 1974 in Deutschland
In der Qualifikation für die erste WM in Deutschland sollte Jamaika gegen die Niederländischen Antillen antreten, zog aber zurück.

### Weltmeisterschaft 1978 in Argentinien
An der Qualifikation für die WM in Argentinien nahm Jamaika dann wieder teil, scheiterte aber bereits in der ersten Runde der Karibikzone durch zwei Niederlagen an Kuba, das in der zweiten Runde an Haiti scheiterte. Haiti konnte sich aber in der letzten Runde ebenfalls nicht qualifizieren.

### Weltmeisterschaft 1982 in Spanien
1980 hatte der Hurrikan Allen zu großen Zerstörungen in Jamaika geführt und der Länderspielbetrieb kam zum Erliegen. An der Qualifikation für die WM in Spanien nahm Jamaika daher wieder nicht teil.

### Weltmeisterschaft 1986 in Mexiko
An der Qualifikation zur zweiten WM in Mexiko nahm Jamaika nicht teil. Laut der Qualifikationsstatistik der RSSSF zog Jamaika, das gegen Kanada antreten sollte, zurück. Laut FIFA wurde Jamaika ausgeschlossen.

### Weltmeisterschaft 1990 in Italien
In der Qualifikation zur zweiten WM in Italien schaltete Jamaika in der Vorausscheidungsrunde zunächst Puerto Rico mit zwei Siegen aus, scheiterte dann aber an den USA. Nach einem 0:0 im Heimspiel wurde das Rückspiel mit 1:5 verloren. Die USA konnten sich dann nach 1950 zum ersten Mal wieder für die WM qualifizieren.

### Weltmeisterschaft 1994 in den Vereinigten Staaten
Etwas besser verlief die Qualifikation für die WM in den USA. In der ersten Runde setzte sich Jamaika zunächst wieder mit zwei Siegen gegen Puerto Rico durch und dann auch gegen Trinidad & Tobago. In der zweiten Runde waren dann aber El Salvador und Kanada stärker, die sich aber letztlich auch nicht qualifizieren konnten.

### Weltmeisterschaft 1998 in Frankreich
In der Qualifikation für die zweite WM in Frankreich konnte sich Jamaika dann endlich qualifizieren. In der Vorrunde wurden Suriname und Barbados ausgeschaltet. In der Halbfinalrunde wurde Jamaika Gruppensieger vor Mexiko, Honduras und St. Vincent und den Grenadinen. Dabei wurde erstmals ein Spiel gegen Mexiko gewonnen. In der Finalrunde war Mexiko dann wieder stärker, aber als Dritter hinter den USA gelang die WM-Qualifikation.
In Frankreich traf Jamaika im ersten WM-Spiel auf WM-Neuling Kroatien und verlor mit 1:3. Dabei gelang Robbie Earle in der 45. Minute mit dem ersten jamaikanischen WM-Tor der zwischenzeitliche Ausgleich. Gegen Ex-Weltmeister Argentinien folgte dann eine 0:5-Niederlage. Im letzten Gruppenspiel gegen WM-Neuling Japan gelang aber mit dem 2:1 der erste WM-Sieg. Theodore Whitmore erzielte dabei beide Tore. Als Gruppendritter verabschiedete sich Jamaika dann für mindestens 20 Jahre von der WM-Bühne.

### Weltmeisterschaft 2002 in Japan und Südkorea
Die Qualifikation für die erste WM in Asien verlief dann wieder nicht erfolgreich. Jamaika musste erst in der CONCACAF-Zwischenrunde eingreifen und belegte hinter Honduras, aber vor El Salvador und St. Vincent und den Grenadinen den zweiten Platz und war damit für die CONCACAF-Finalrunde qualifiziert. In dieser reichte es dann aber nur zum fünften Platz hinter Costa Rica, Mexiko und den USA, die sich qualifizierten sowie Honduras. Jamaika und Trinidad & Tobago hatten das Nachsehen.

### Weltmeisterschaft 2006 in Deutschland
Für die zweite WM in Deutschland gelang wieder nicht die Qualifikation. Diese begann für Jamaika in der zweiten Runde mit einem Remis und einem Sieg gegen Haiti. Die dritte Runde schloss die Mannschaft als Dritter hinter den USA und Panama ab und ließ nur El Salvador hinter sich. Verspielt wurde das Weiterkommen in die nächste Runde durch ein 1:1 im letzten Spiel in den USA.

### Weltmeisterschaft 2010 in Südafrika
Für die erste WM in Afrika konnte sich Jamaika auch nicht qualifizieren. Die Qualifikation begann für Jamaika in der zweiten Runde mit zwei Siegen (7:0 und 6:0) gegen die Bahamas, womit die dritte Runde erreicht wurde. In dieser waren Honduras und Mexiko stärker. Nur Kanada konnten die Jamaikaner hinter sich lassen. Dabei mussten Jamaika den punktgleichen Mexikanern nur aufgrund deren besserer Tordifferenz den Vortritt lassen.

### Weltmeisterschaft 2014 in Brasilien
Für die zweite WM in Brasilien konnte sich Jamaika ebenfalls nicht qualifizieren. In der dritten Runde, für die Jamaika automatisch qualifiziert war, setzte sich die Mannschaft hinter den USA vor den punktgleichen Guatemalteken durch, da Jamaika diesmal die bessere Tordifferenz hatte. Antigua und Barbuda spielte in der Gruppe nur den Punktelieferanten. Dabei gelang im Heimspiel gegen die USA der erste Sieg gegen die USA.
Die vierte Runde wurde dann aber nur als Gruppenletzter hinter den USA, Costa Rica und Honduras, die sich direkt qualifizierten, Mexiko, das sich über die Interkontinentalspiele gegen Neuseeland aber auch qualifizieren konnte, und Panama abgeschlossen. Dabei hatte es auch nichts genützt, dass die Jamaikaner nach der Hälfte der Qualifikationsrunde den Deutschen Winfried Schäfer als neuen Nationaltrainer anheuerten, der Theodore Whitmore nachfolgte, nachdem dieser nach zwei Remis und vier Niederlagen zurückgetreten war.

### Weltmeisterschaft 2018 in Russland
Für die erste WM in Russland konnte sich Jamaika ebenso nicht qualifizieren. In der Qualifikation musste Jamaika erst in der dritten Runde eingreifen und traf in Hin- und Rückspiel Ende August/Anfang September 2015 auf Nicaragua. Nach einer 2:3-Heimniederlage wurde das Auswärtsspiel mit 2:0 gewonnen und aufgrund der mehr erzielten Tore die vierte Runde erreicht. Diese wurde als Gruppenphase ausgetragen. Ab November 2015 waren Costa Rica, Panama und Haiti die Gegner. Nach einer 0:2-Niederlage gegen Panama am 2. September 2016 hatte Jamaika keine Chance mehr sich für die fünfte Runde und letztendlich für die WM zu qualifizieren. Nach dem Aus wurde Nationaltrainer Winfried Schäfer durch seinen Vorgänger Theodore Whitmore abgelöst.

### Weltmeisterschaft 2022 in Katar
Da Jamaika zu den fünf besten Teams der CONCACAF in der FIFA-Weltrangliste vom 16. Juli 2020 gehörte, musste Jamaika erst in der dritten Runde der Qualifikation eingreifen. Die Mannschaft traf dabei auf Costa Rica, Honduras, Mexiko und die USA sowie El Salvador, Kanada und Panama, die sich für die dritte Runde noch qualifizieren mussten. Die Qualifikationsrunde begann im September 2021 für Jamaika mit zwei Niederlagen und einem Remis. Im Oktober gab es dann je eine Niederlage, ein Remis und einen Sieg, im November zwei Remis. Nach drei Niederlagen zu Beginn des Jahres 2022 hatte Jamaika vor den drei letzten Spielen keine Chance mehr die Endrunde der WM zu erreichen. In den letzten Spielen wurden dann zwar noch vier Punkte geholt, das reichte aber nur zum drittletzten Platz.

## Rangliste der jamaikanischen WM-Spieler mit den meisten Einsätzen
01. Neun Spieler mit drei Einsätzen bei einem Turnier

## Rangliste der jamaikanischen WM-Spieler mit den meisten WM-Toren
01. Theodore Whitmore – 2 Tore
02. Robbie Earle – 1 Tor

## Bei Weltmeisterschaften gesperrte Spieler
Bei der bisher einzigen WM-Teilnahme wurde kein Jamaikaner gesperrt.

## Anteil der im Ausland spielenden Spieler im WM-Kader
Bei der ersten Teilnahme standen sieben in England geborene und in England spielende Legionäre im Kader, von denen aber zwei für den FC Portsmouth in der Football League First Division, der zweiten englischen Liga spielten.
| Jahr (Spiele) | Anzahl (Staaten) | Spieler (Einsätze) |
| ------------- | ---------------- | --- |
| 1998 (3)      | 7 (in England)   | Deon Burton (3), Robbie Earle (3), Marcus Gayle (1), Paul Hall (3), Darryl Powell (2), Fitzroy Simpson (3), Frank Sinclair (3) |

## Spiele
- Jamaika bestritt bisher drei WM-Spiele. Davon wurde eins gewonnen und zwei verloren.
- Jamaika nahm nie am Eröffnungsspiel teil, spielte nie gegen den Gastgeber, späteren Weltmeister und Titelverteidiger.
- Jamaika traf als Neuling auf zwei WM-Neulinge: Kroatien und Japan.

| Alle WM-Spiele |            |          |             |   |                |          |                                |
| Nr.            | Datum      | Ergebnis | Gegner      |   | Austragungsort | Anlass   | Bemerkungen                    |
| 1.             | 14.06.1998 | 1:3      | Kroatien    | * | Lens (FRA)     | Vorrunde | Erstes Spiel gegen Kroatien    |
| 2.             | 21.06.1998 | 0:5      | Argentinien | * | Paris (FRA)    | Vorrunde | Erstes Spiel gegen Argentinien |
| 3.             | 26.06.1998 | 2:1      | Japan       | * | Lyon (FRA)     | Vorrunde | Erstes Spiel gegen Japan       |

Die Niederlagen waren die bisher höchsten gegen Kroatien und Argentinien und der Sieg gegen Japan der bisher einzige Sieg gegen Japan.